# Moolhuizen
Moolhuizen is een Nederlandse familienaam. De naam is een zogeheten adaptatie en verwijst dus naar een specifieke locatie. In 2007 waren er 180 naamdragers.
Varianten hierop zijn Meelhuijsen, Molhuijsen, Molhuijzen, Molhuizen, Moolhuijsen, Moolhuijzen, Moolhuisen, Moolhuize, Muehlhaus, Mühlhaus, Mühlhausen, Mühlhäuser, Mulckhuijse, Mulckhuijze, Mulhuijsen en Mulhuijzen.

## Bekende naamdragers
Enkele bekende personen met deze familienaam zijn:
- Bertus Moolhuizen (1899–1962), een Nederlands tekenaar
- Jan Jurriën Moolhuizen (1900–1982), een Nederlands kunstschilder
- Petra Moolhuizen (1964), een Nederlands schaatser
- Ruben Moolhuizen (1998), beter bekend als Ruben Annink, een Nederlands singer-songwriter